# NGC 7090
NGC 7090 é uma galáxia espiral barrada (SBc) localizada na direcção da constelação de Indus. Possui uma declinação de -54° 33' 18" e uma ascensão recta de 21 horas, 36 minutos e 27,7 segundos.
A galáxia NGC 7090 foi descoberta em 4 de Outubro de 1834 por John Herschel.